# 충청북도의 유형문화재 (제301호 ~ 제400호)
충청북도 유형문화재는 지방유형문화재 중에서 충청북도에 있는 유형문화재를 의미한다.

## 지정목록

### 제301호 ~ 제400호
| 번호  | 사진 | 명칭 | 소재지                                                   | 관리자 (단체)                                 | 지정일                                        | 참조                              |
| 301호 |      | 제천 신륵사 극락전 벽화 및 단청 (堤川 神勒寺 極樂殿 壁畵 및 丹靑) | 충북 제천시 덕산면 월악리 803-5                          | 신륵사                                        | 2009년 4월 10일 지정                          |                                   |
| 302호 |      | 대방광불화엄경보현행원품 (大方廣佛華嚴經普賢行願品) | 충북 단양군 영춘면 백자리 132-1                          | 대한불교천태종총본산 구인사                   | 2009년 7월 3일 지정                           |                                   |
| 303호 |      | 불설장수멸죄호제동자경 (佛說長壽滅罪護諸童子經) | 충북 단양군 영춘면 백자리 132-1                          | 대한불교천태종총본산 구인사                   | 2009년 7월 3일 지정                           |                                   |
| 304호 |      | 이공기 호성공신교서 및 초상 (李公沂 扈聖功臣敎書 및 肖像) | 충북 제천시 봉양읍 공전리 475번지 제천의병전시관         | 제천시장                                      | 2009년 9월 11일 지정                          |                                   |
| 305호 |      | 보은 법주사 복천암 목조아미타여래삼존좌상 (報恩 法住寺 福泉庵 木造阿彌陀如來三尊坐像)                                                                                           | 충북 보은군 속리산면 사내리 산1-19                       | 법주사                                        | 2009년 9월 11일 지정                          |                                   |
| 306호 |      | 보은 법주사 복천암 신중도 (報恩 法住寺 福泉庵 神衆圖) | 충북 보은군 속리산면 사내리 산1-19                       | 법주사                                        | 2009년 9월 11일 지정                          |                                   |
| 307호 |      | 보은 법주사 복천암 삼세불도 (報恩 法住寺 福泉庵 三世佛圖) | 충북 보은군 속리산면 사내리 산1-19                       | 법주사                                        | 2009년 9월 11일 지정                          |                                   |
| 308호 |      | 보은 문수암 산신도 (報恩 文殊庵 山神圖) | 충북 보은군 보은읍 신암리 86번지                         | 문수암 주지                                   | 2009년 9월 11일 지정                          |                                   |
| 309호 |      | 단양 청련암 목조보살좌상 (丹陽 靑蓮庵 木造菩薩坐像) | 충북 단양군 대강면 사인암리 산27                         | 청련암                                        | 2009년 9월 11일 지정                          |                                   |
| 310호 |      | 사경영험 (四經靈驗) | 충북 단양군 대강면 방곡리 131                            | 방곡사                                        | 2009년 9월 11일 지정                          |                                   |
| 311호 |      | 충주 용화사 석조여래입상 (忠州 龍華寺 石造如來立像) | 충북 충주시 주덕읍 삼청리 433-1                          | 용화사(주지 탁용주)                           | 2009년 12월 4일 지정                          |                                   |
| 312호 |      | 보은 보은사 석조여래입상 (報恩 報恩寺 石造如來立像) | 충북 보은군 보은읍 어암리 280-1번지                      | 보은사                                        | 2009년 12월 4일 지정                          |                                   |
| 313호 |      | 보은 보은사 지장시왕도 (報恩 報恩寺 地藏十王圖) | 충북 보은군 보은읍 어암리 280-1번지                      | 보은사                                        | 2009년 12월 4일 지정                          |                                   |
| 314호 |      | 경주김씨 판도판서공파 족보 목판 (慶州金氏 版圖判書公派 族譜 木板) | 충북 보은군 보은읍 성주리 15-4번지                       | 김응훈                                        | 2009년 12월 4일 지정                          |                                   |
| 315호 |      | 충주 미륵대원지 사각석등 (忠州 彌勒大院址 四角石燈) | 충북 충주시 수안보면 미륵리 52-3                         | 충주시                                        | 2010년 4월 30일 지정                          |                                   |
| 316호 |      | 청주 모충동 석조비로자나불좌상 (淸州 慕忠洞 石造毘盧遮那佛坐像) | 충북 청주시 서원구 모충동 산36-4                         | 청주시장                                      | 2010년 7월 23일 지정                          |                                   |
| 317호 |      | 진천 영수사 신중도 (鎭川 靈水寺 神衆圖) | 충북 진천군 초평면 영구리 542                            | 영수사                                        | 2011년 2월 1일 지정                           |                                   |
| 318호 |      | 묘법연화경 권5~7 (妙法蓮華經 卷五~七) | 충북 단양군 영춘면 백자리 132-1                          | 구인사                                        | 2011년 2월 1일 지정                           |                                   |
| 319호 |      | 육조대사법보단경 권중 (六祖大師法寶壇經 卷中) | 충북 단양군 영춘면 백자리 132-1                          | 구인사                                        | 2011년 2월 1일 지정                           |                                   |
| 320호 |      | 대불정여래밀인수증요의제보살만행수능엄경 (大佛頂如來密因修證了義諸菩薩萬行首楞嚴經)                                                                                             | 충북 단양군 영춘면 백자리 132-1                          | 구인사                                        | 2011년 2월 1일 지정                           |                                   |
| 321호 |      | 불설사십이장경 (佛說四十二章經) | 충북 단양군 영춘면 백자리 132-1                          | 구인사                                        | 2011년 2월 1일 지정                           |                                   |
| 322호 |      | 진실주집 (眞實珠集) | 충북 단양군                                              | 구인사                                        | 2011년 2월 1일 지정                           |                                   |
| 323호 |      | 묘법연화경 권4~7 (妙法蓮華經 卷四~七) | 충북 청주시 상당구                                       | 김정범                                        | 2011년 6월 3일 지정                           |                                   |
| 324호 |      | 불설대보부모은중경 (佛說大報父母恩重經) | 충북 청주시 상당구                                       | 김정범                                        | 2011년 6월 3일 지정                           |                                   |
| 325호 |      | 법계성범수륙승회수재의궤 (法界聖凡水陸勝會修齋儀軌) | 충북 청주시 상당구                                       | 김정범                                        | 2011년 6월 3일 지정                           |                                   |
| 326호 |      | 대반열반경 (大般涅槃經) | 충북 단양군 영춘면 구인사길 73                           | 대한불교천태종총본산 구인사                   | 2012년 4월 6일 지정                           |                                   |
| 327호 |      | 일체경음의 권92 (一切經音義 卷九二) | 충북 단양군 영춘면 구인사길 73                           | 대한불교천태종총본산 구인사                   | 2012년 4월 6일 지정                           |                                   |
| 328호 |      | 감지금니묘법연화경 권6~7 (紺紙金泥妙法蓮華經 卷六~七) | 충북 단양군 대강면 방곡3길 31                            | 방곡사                                        | 2012년 4월 6일 지정                           |                                   |
| 329호 |      | 금강산 마하연명 주장자 (金剛山 摩訶衍銘 拄杖子) | 충북 단양군 대강면 방곡3길 31                            | 방곡사                                        | 2012년 7월 6일 지정                           |                                   |
| 330호 |      | 불설대보부모은중경 (佛說大報父母恩重經) | 충북 청주시                                              | 이교만                                        | 2012년 7월 6일 지정                           |                                   |
| 331호 |      | 제천 강천사 목조보살좌상 및 복장유물 (堤川 江天寺 木造菩薩坐像 및 腹藏遺物) | 충북 제천시 송학면 옥천3길 56-10                         | 선학원 강천사                                 | 2012년 7월 6일 지정                           |                                   |
| 332호 |      | 송시열 초상 (宋時烈 肖像) | 충북 제천시 봉양읍 의암로 566-7 제천의병전시관           | 안동권씨 문순공파 종중                        | 2012년 7월 6일 지정                           |                                   |
| 333호 |      | 권상하 초상 (權尙夏 肖像) | 충북 제천시 봉양읍 의암로 566-7 제천의병전시관           | 안동권씨 문순공파 종중                        | 2012년 7월 6일 지정                           |                                   |
| 334호 |      | 한원진 초상 (韓元震 肖像) | 충북 제천시 봉양음 의암로 566-7 제천의병전시관           | 안동권씨 문순공파 종중                        | 2012년 7월 6일 지정                           |                                   |
| 335호 |      | 권욱 초상 (權煜 肖像) | 충북 제천시 봉양읍 의암로 566-7 제천의병전시관           | 안동권씨 문순공파 종중                        | 2012년 7월 6일 지정                           |                                   |
| 336호 |      | 윤봉구 초상 (尹鳳九 肖像) | 충북 제천시 봉양읍 의암로 566-7 제천의병전시관           | 안동권씨 문순공파 종중                        | 2012년 7월 6일 지정                           |                                   |
| 337호 |      | 권섭 초상 (權燮 肖像) | 충북 제천시 내토로 3길 25 (신동) 문암영당                | 안동권씨 연잠공파 종중                        | 2012년 7월 6일 지정                           |                                   |
| 338호 |      | 공회첩 (孔懷帖) | 충북 제천시 내토로 3길 25 (신동) 문암영당                | 안동권씨 연잠공파 종중                        | 2012년 7월 6일 지정                           |                                   |
| 339호 |      | 강상찰 (江上札) | 충북 제천시 내토로 3길 25 (신동) 문암영당                | 안동권씨 연잠공파 종중                        | 2012년 7월 6일 지정                           |                                   |
| 340호 |      | 몽산화상육도보설 (蒙山和尙六道普說) | 충북 청주시 흥덕구 오송읍 오송생명 5로 201-202           | 청주시                                        | 2012년 7월 6일 지정                           |                                   |
| 341호 |      | 묘법연화경 권3~4 (妙法蓮華經 卷三~四) | 충북 청주시 흥덕구 오송읍 오송생명 5로 201-202           | 청주시                                        | 2012년 7월 6일 지정                           |                                   |
| 342호 |      | 천지명양수륙재의찬요 (天地冥陽水陸齋儀纂要) | 충북 청주시 흥덕구 오송읍 오송생명 5로 201-202           | 청주시                                        | 2012년 7월 6일 지정                           |                                   |
| 343호 |      | 현수제승법수 (賢首諸乘法數) | 충북 청주시 흥덕구 오송읍 오송생명5로 201-202            | 청주시                                        | 2012년 7월 6일 지정                           |                                   |
| 344호 |      | 청주 안심사 법고 (淸州 安心寺 法鼓) | 충북 청주시 서원구 남이면 사동길 169-28                  | 안심사                                        | 2012년 7월 6일 지정, 2014년 6월 27일 명칭변경 |                                   |
| 345호 |      | 동의보감 (東醫寶鑑) | 충북 음성군 대소면 대풍산단로 78                         | 한독의약박물관                                | 2012년 10월 12일 지정                         |                                   |
| 346호 |      | 언해두창집요 (諺解痘瘡集要) | 충북 음성군 대소면 대풍산단로 78                         | 한독의약박물관                                | 2012년 10월 12일 지정                         |                                   |
| 347호 |      | 묘법연화경 권4~7 ((妙法蓮華經 卷四~七) | 충북 청주시                                              | 이교만                                        | 2012년 10월 12일 지정                         |                                   |
| 348호 |      | 화서선생아언 목판 (華西先生雅言 木板) | 충북 제천시 봉양읍 의암로 566-7                          | 제천시                                        | 2013년 2월 1일 지정                           |                                   |
| 349호 |      | 보은 능성구씨 보갑 및 구씨가승 목판 (報恩 綾城具氏 譜匣 및 具氏家乘 木板) | 충북 보은군 마로면 청산관기로 1377                       | 능성구씨 판안동파 관기종회                    | 2013년 5월 31일 지정                          |                                   |
| 350호 |      | 청주 신항서원 묘정비 (淸州 莘巷書院 廟廷碑) | 충북 청주시 상당구 이정골로 115-8                        | 신항서원                                      | 2013년 11월 8일 지정                          |                                   |
| 351호 |      | 충주 혜원정사 석불좌상 및 복장유물 (忠州 慧圓精舍 石佛坐像 및 腹藏遺物) | 충북 충주시 대소원면 장성리 257-8                        | 혜원정사                                      | 2013년 11월 8일 지정                          |                                   |
| 352호 |      | 영동 영국사 목조보살좌상 및 좌대 (永同 寧國寺 木造菩薩坐像 및 座臺) | 충북 영동군 양산면 누교리 1397                           | 대한불교조계종 영국사                         | 2013년 11월 8일 지정                          |                                   |
| 353호 |      | 대불정여래밀인수증요의제보살만행수능엄경 권7~8 (大佛頂如來密因修證了義諸菩薩萬行首楞嚴經 卷七~八)                                                                               | 충북 청주시 상당구 남일면 문주1길 157                    | 최동안                                        | 2013년 11월 8일 지정                          |                                   |
| 354호 |      | 대불정여래밀인수증요의제보살만행수능엄경 권9~10 (大佛頂如來密因修證了義諸菩薩萬行首楞嚴經 卷九~十)                                                                              | 충북 청주시 상당구 남일면 문주1길 157                    | 최동안                                        | 2013년 11월 8일 지정                          |                                   |
| 355호 |      | 예념미타도량참법 (禮念彌陀道場懺法) | 충북 청주시 상당구 남일면 문주1길 157                    | 최동안                                        | 2013년 11월 8일 지정                          |                                   |
| 356호 |      | 청송심씨묘 출토 복식 (靑松沈氏墓 出土 服飾) | 충북 제천시 봉양읍 의암로 566-7                          | 제천시                                        | 2014년 3월 7일 지정                           |                                   |
| 357호 |      | 묘법연화경 권1 (妙法蓮華經 卷一) | 충북 충주시 신니면 선당길 192 고불선원                   | 강희준                                        | 2014년 3월 7일 지정                           |                                   |
| 358호 |      | 묘법연화경 권1 (妙法蓮華經 卷一) | 충북 충주시 신니면 선당길 192 고불선원                   | 강희준                                        | 2014년 3월 7일 지정                           |                                   |
| 359호 |      | 자치통감강목 권27.47 (資治通鑑綱目 券二十七.四十七) | 충북 청주시 청원구 대성로 298 청주대학교 박물관          | 청주대학교                                    | 2014년 6월 27일 지정                          |                                   |
| 360호 |      | 이문건 부부묘 출토 유물 (李文楗 夫婦墓 出土 遺物) | 충북 청주시 서원구 내수동로 52(개신동) 충북대학교 박물관 | 충북대학교 박물관                             | 2014년 6월 27일 지정                          |                                   |
| 361호 |      | 이문건가 족보 (李文楗家 族譜) | 충북 청주시 서원구 내수동로 52(개신동) 충북대학교 박물관 | 충북대학교 박물관                             | 2014년 6월 27일 지정                          |                                   |
| 362호 |      | 십현담요해 (十玄談要解) | 충북 충주시 가금면 중앙탑길 112-28                       | 충주박물관                                    | 2015년 6월 5일 지정                           |                                   |
| 363호 |      | 지리신법 (地理新法) | 충북 충주시 가금면 중앙탑길 112-28                       | 충주박물관                                    | 2015년 6월 5일 지정                           |                                   |
| 364호 |      | 옥소고 (玉所稿) | 충북 제천시 봉양읍 의암로 566-7                          | 안동권씨 화천군파 / 연잠공파 종중             | 2015년 6월 5일 지정                           |                                   |
| 365호 |      | 신간대자명심보감 (新刊大字明心寶鑑) | 충북 청주시 흥덕구 직지로 713 청주고인쇄박물관           | 청주시장                                      | 2016년 7월 1일 지정                           |                                   |
| 366호 |      | 원주이씨 단양종중 소장 유물 (原州李氏 丹陽宗中 所藏 遺物) | 충북 단양군 매포읍 평동리                                | 원주이씨 단양종중회                           | 2016년 11월 4일 지정                          |                                   |
| 367호 |      | 당음비사 (棠陰比事) | 충북 청주시 흥덕구 직지로 712 청주고인쇄박물관           | 청주시장                                      | 2017년 3월 10일 지정                          |                                   |
| 368호 |      | 대방광원각수다라요의경 (大方廣圓覺修多羅了義經) | 충북 청주시 흥덕구 직지로 712 청주고인쇄박물관           | 청주시장                                      | 2017년 3월 10일 지정                          |                                   |
| 369호 |      | 충의직언 (忠義直言) | 충북 청주시 흥덕구 직지로 712 청주고인쇄박물관           | 청주시장                                      | 2017년 3월 10일 지정                          |                                   |
| 370호 |      | 금강반야바라밀경 권하 (金剛般若波羅密經 券下) | 충북 청주시 상당구 쇠뇌로                                | 이교만                                        | 2017년 6월 30일 지정                          |                                   |
| 371호 |      | 간이벽온방 (簡易辟瘟方) | 충북 청주시 흥덕구 직지로 713 청주고인쇄박물관           | 청주시장                                      | 2018년 3월 16일 지정                          | ,                                 |
| 372호 |      | 신찬벽온방 (新纂辟瘟方) | 충북 청주시 흥덕구 직지로 713 청주고인쇄박물관           | 청주시장                                      | 2018년 3월 16일 지정                          | ,                                 |
| 373호 |      | 대불정여래밀인수증료의제보살만행수릉엄경 권1, 2, 4, 7, 8, 10 (大佛頂如來密因修證了義諸菩薩萬行首楞嚴經 券 一, 二, 四, 七, 八, 十)                                               | 충북 청주시 흥덕구 직지로 713 청주고인쇄박물관           | 청주시장                                      | 2018년 3월 16일 지정                          | ,                                 |
| 374호 |      | 금강반야경의기 (金剛般若經義記) | 충북 청주시 흥덕구 직지로 713 청주고인쇄박물관           | 청주시장                                      | 2019년 3월 8일 지정                           | ,                                 |
| 375호 |      | 원각예참약본 권3～4 (圓覺禮懺略本 卷三～四) | 충북 청주시 흥덕구 직지로 713 청주고인쇄박물관           | 청주시장                                      | 2019년 3월 8일 지정                           | ,                                 |
| 376호 |      | 반야바라밀다심경소 (般若波羅蜜多心經疏) | 충북 청주시 흥덕구 직지로 713 청주고인쇄박물관           | 청주시장                                      | 2019년 3월 8일 지정                           | ,                                 |
| 377호 |      | 원각류해 권1～3 (圓覺類解 卷一～三) | 충북 청주시 흥덕구 직지로 713 청주고인쇄박물관           | 청주시장                                      | 2019년 3월 8일 지정                           | ,                                 |
| 378호 |      | 당송팔가시선 (唐宋八家詩選) | 충북 청주시 흥덕구 직지로 713 청주고인쇄박물관           | 청주시장                                      | 2019년 3월 8일 지정                           | ,                                 |
| 379호 |      | 괴산 공림사 동종 (槐山 空林寺 銅鐘) | 충북 괴산군                                              | 대***                                         | 2019년 7월 5일 지정                           | ,                                 |
| 380호 |      | 박연왕지 (朴然(堧) 王旨) | 충북 영동군                                              | 밀***(영***)                                  | 2019년 7월 5일 지정                           | ,                                 |
| 381호 |      | 반찬등속 | 충북 청주시 상당구 명암로 143 (명암동, 국립청주박물관)   | 청주시                                        | 2019년 7월 5일 지정                           | ,                                 |
| 382호 |      | 평산신씨 종가 고문서 (平山申氏 宗家 古文書) | 충북 충주시 대소원면 대학로 50 한국교통대학교 박물관     | 한국교통대학교 총장 (한국교통대학교 박물관장) | 2020년 3월 6일 지정                           | , 보관됨 2018-07-15 - 웨이백 머신 |
| 383호 |      | 대전화상주심경 (大顚和尙注心經) | 충북 청주시 흥덕구 직지로 713 청주고인쇄박물관           | 청주시장                                      | 2020년 3월 6일 지정                           | , 보관됨 2018-07-15 - 웨이백 머신 |
| 384호 |      | 황벽산단제선사전심법요 (黃檗山斷際禪師傳心法要) | 충북 청주시 흥덕구 직지로 713 청주고인쇄박물관           | 청주시장                                      | 2020년 3월 6일 지정                           | , 보관됨 2018-07-15 - 웨이백 머신 |
| 385호 |      | 몽산화상육도보설 (蒙山和尙六道普說) | 충북 청주시 흥덕구 직지로 713 청주고인쇄박물관           | 청주시장                                      | 2020년 3월 6일 지정                           | , 보관됨 2018-07-15 - 웨이백 머신 |
| 386호 |      | 몽산화상육도보설 (蒙山和尙六道普說) | 충북 청주시 흥덕구 직지로 713 청주고인쇄박물관           | 청주시장                                      | 2020년 3월 6일 지정                           | , 보관됨 2018-07-15 - 웨이백 머신 |
| 387호 |      | 몽산화상법어약록 (蒙山和尙法語略錄) | 충북 청주시 흥덕구 직지로 713 청주고인쇄박물관           | 청주시장                                      | 2020년 3월 6일 지정                           | , 보관됨 2018-07-15 - 웨이백 머신 |
| 388호 |      | 불설사십이장경 (佛說四十二章經) | 충북 청주시 흥덕구 직지로 713 청주고인쇄박물관           | 청주시장                                      | 2020년 3월 6일 지정                           | , 보관됨 2018-07-15 - 웨이백 머신 |
| 389호 |      | 성관자재구수육자선정 (聖觀自在求修六字禪定) | 충북 청주시 흥덕구 직지로 713 청주고인쇄박물관           | 청주시장                                      | 2020년 3월 6일 지정                           | , 보관됨 2018-07-15 - 웨이백 머신 |
| 390호 |      | 대방광원각수다라요의경 권4 (大方廣圓覺修多羅了義經 卷四 | 충북 청주시 흥덕구 직지로 713 청주고인쇄박물관           | 청주시장                                      | 2020년 3월 6일 지정                           | , 보관됨 2018-07-15 - 웨이백 머신 |
| 391호 |      | 대방광원각수다라요의경 권상2의2 (大方廣圓覺修多羅了義經 卷上二之二) | 충북 청주시 흥덕구 직지로 713 청주고인쇄박물관           | 청주시장                                      | 2020년 3월 6일 지정                           | , 보관됨 2018-07-15 - 웨이백 머신 |
| 392호 |      | 불설대보부모은중경 (佛說大報父母恩重經) | 충북 청주시 흥덕구 직지로 713 청주고인쇄박물관           | 청주시장                                      | 2020년 3월 6일 지정                           | , 보관됨 2018-07-15 - 웨이백 머신 |
| 393호 |      | 수륙무차평등재의촬요 (水陸無遮平等齋儀撮要) | 충북 청주시 흥덕구 직지로 713 청주고인쇄박물관           | 청주시장                                      | 2020년 3월 6일 지정                           | , 보관됨 2018-07-15 - 웨이백 머신 |
| 394호 |      | 동문수 권1～10 (東文粹 卷一～十) | 충북 청주시 흥덕구 직지로 713 청주고인쇄박물관           | 청주시장                                      | 2020년 3월 6일 지정                           | , 보관됨 2018-07-15 - 웨이백 머신 |
| 395호 |      | 동국여지승람 권52 (東國輿地勝覽 卷五十二) | 충북 청주시 흥덕구 직지로 713 청주고인쇄박물관           | 청주시장                                      | 2020년 3월 6일 지정                           | , 보관됨 2018-07-15 - 웨이백 머신 |
| 396호 |      | 동국여지승람 권4 (東國輿地勝覽 卷四) | 충북 청주시 흥덕구 직지로 713 청주고인쇄박물관           | 청주시장                                      | 2020년 3월 6일 지정                           | , 보관됨 2018-07-15 - 웨이백 머신 |
| 397호 |      | 신증동국여지승람 권7 (新增東國輿地勝覽 卷七) | 충북 청주시 흥덕구 직지로 713 청주고인쇄박물관           | 청주시장                                      | 2020년 3월 6일 지정                           | , 보관됨 2018-07-15 - 웨이백 머신 |
| 398호 |      | 자치통감 권65～68, 172～175, 212, 213～214, 261～262, 283 (資治通鑑 卷六十五～六十八, 一百七十二～一百七十五, 二百十二, 二百十三～二百十四, 二百六十一～二百六十二, 二百八十三) | 충북 청주시 흥덕구 직지로 713 청주고인쇄박물관           | 청주시장                                      | 2020년 3월 6일 지정                           | , 보관됨 2018-07-15 - 웨이백 머신 |
| 399호 |      | 자치통감강목 권25, 35, 42, 57 (資治通鑑綱目 卷二十五, 三十五, 四十二, 五十七)                                                                                                   | 충북 청주시 흥덕구 직지로 713 청주고인쇄박물관           | 청주시장                                      | 2020년 3월 6일 지정                           | , 보관됨 2018-07-15 - 웨이백 머신 |
| 400호 |      | 지장보살본원경 권하 (地藏菩薩本願經 卷下) | 충북 청주시 흥덕구 직지로 713 청주고인쇄박물관           | 청주시장                                      | 2020년 3월 6일 지정                           | , 보관됨 2018-07-15 - 웨이백 머신 |

## 참고 자료
- 충청북도 전자도보 보관됨 2018-11-05 - 웨이백 머신 - 고시/공고 보관됨 2018-07-15 - 웨이백 머신